# Aristobulo (figlio di Erode il Grande)
Aristobulo (31 a.C. – 7 a.C.) fu il terzo figlio maschio di Erode il Grande, erede al trono del padre ma da questi messo a morte per tradimento. È talvolta chiamato Aristobulo IV per distinguerlo dagli omonimi appartenenti dalla dinastia erodiana.

## Biografia
Aristobulo nacque nel 31 a.C. circa, figlio di Erode il Grande e della sua seconda moglie Mariamne (I); da parte di madre era dunque discendente della dinastia reale giudea degli Asmonei. Aristobulo ebbe un fratello maggiore, Alessandro, e due sorelle, Salampsio e Cipro, oltre a un fratellastro, Antipatro, figlio di Erode e della prima moglie Doride, che però era stato allontanato da corte assieme alla madre: dunque Aristobulo era l'erede al trono del padre.
La madre Mariamne fu condannata a morte da Erode nel 29 a.C., sulla base di un'accusa di tradimento. Nel 23 a.C. fu inviato a Roma, insieme ad Alessandro, affinché studiasse presso un certo Pollione (forse Gaio Asinio Pollione) e stesse vicino alla corte di Augusto, di cui Erode era vassallo. Nel 17 a.C. Erode si recò a Roma, tornando poi a Gerusalemme portando con sé Alessandro e Aristobulo; i due, però, si schierarono apertamente contro il padre, accusandolo della morte di Mariamne, tanto che Erode decise di riportare a corte Doride e Antipatro, che divenne di fatto un feroce rivale dei due rampolli asmonei nella lotta per il trono. In questo periodo, Aristobulo sposò la cugina Berenice, figlia del governatore di Idumea Costobaro e di Salomè, sorella di Erode; da essa ebbe cinque figli:
- Erode di Calcide, sovrano di Calcide
- Erode Agrippa I, sovrano di Giudea
- Aristobulo,
- Erodiade, moglie di Erode Filippo I e di Erode Antipa,
- Mariamne, moglie di Erode Archelao.

Lo scontro tra Erode e i suoi figli asmonei fu sfruttato da coloro che a corte avevano da guadagnare dalla caduta dei due eredi al trono. Sia Antipatro che Salomè, sorella di Erode, cercarono di convincere il sovrano che Alessandro e Aristobulo tramavano contro di lui; nel 12 a.C. Erode accusò i figli dinanzi ad Augusto, ma fu possibile riconciliarli. Nel 10 a.C., dietro l'accusa di complotto contro il sovrano, sostenuta da un testimone torturato, Alessandro e Aristobulo furono imprigionati; furono ritrovate lettere di Alessandro poco lusinghiere nei confronti del padre, ma anche questa volta fu possibile una riconciliazione, mediata da Archelao, suocero di Alessandro. Infine, nell'8 a.C., Antipatro e Salomè riuscirono a far incarcerare sia Alessandro che Aristobulo.
Erode si appellò ad Augusto, che gli rimise la questione, consigliandogli di istituire un consiglio formato da suoi amici e da Romani; questo tribunale non ebbe difficoltà ad accogliere il volere del sovrano e condannare i due figli. Gli amici di Alessandro tentarono di perorare la sua causa, ma Erode fece uccidere un proprio fedele servitore Terone e 300 sostenitori di Alessandro. L'esecuzione avvenne nel 7 a.C., a Sebaste (Samaria); nel luogo dove trent'anni prima Mariamne si era sposata, i suoi due figli furono giustiziati per strangolamento.
Erode, comunque, mantenne intatto l'affetto per i figli di Aristobulo, tre dei quali, Agrippa, Erode di Calcide e Erodiade, sopravvissero per occupare ruoli importanti nelle successive generazioni di reggenti della Giudea.